# Альтман Натан Ісайович
Ната́н Іса́йович А́льтман (нар. 10 (22) грудня 1889, Вінниця — 12 грудня 1970, Ленінград) — український художник-кубіст; пейзажі, портрети, книжкова графіка, скульптура, декоративні рельєфи, сценографія; портрети Анни Ахматової (1915), С. Міхоелса (1926), ілюстрації до Старого Заповіту (1933), антифашистські карикатури.

## Життєпис

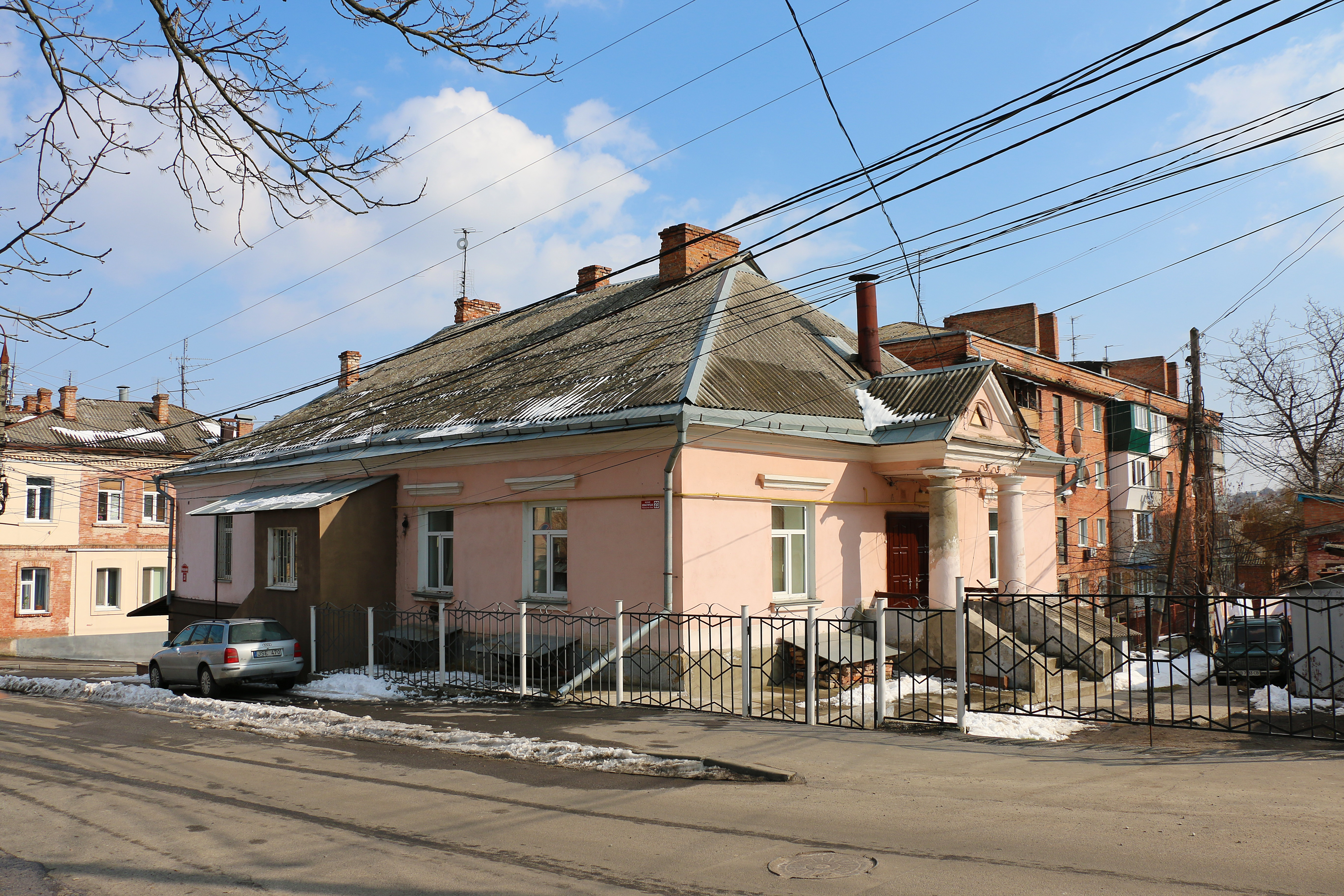
Будинок у Вінниці, де проживав Натан Альтман

Народився в єврейській родині. Батько помер, коли хлопець був ще малим.
Художню освіту здобув в Одеському художньому училищі у 1902—1907 рр. Удосконалював художню майстерність у Парижі в приватній художній студії (1910—1911 рр.), зазнав впливу новітніх мистецьких стилів, особливо французького кубізму.
1912 р. перебрався у Петербург. Мав попит як художник. Був одним із засновників «Єврейського товариства розвитку мистецтв». Після більшовицького перевороту у жовтні 1917 р. став на бік нової влади, брав участь у декоруванні нових революційних свят у Петрограді та Москві. Аби зробити кар'єру при більшовицькій владі, створив декілька портретів більшовицького лідера Леніна, серед них і його погруддя в цілком реалістичній манері (бронза, 1920 р.)
Почав працювати як театральний художник. Брав участь у створенні кінофільму «Єврейське щастя» за сценарієм Шолом-Алейхема. За пропозицією Альтмана, натурні зйомки проходили у Вінниці в неперебудованому тоді районі бідноти — Єрусалимці.
1928 року Альтман відбув із Державним єврейським театром на гастролі у Західну Європу. По закінченню гастролей, залишився у Парижі, де перебував до 1935 р. Повернувся у СРСР, де застав період сталінських чисток кадрів і репресій. Відійшов від створення картин і займався графікою, проектами створення поштових марок та книжковою графікою. Формалістичні твори Альтмана стали незатребуваними на тлі придушеного цензурою радянського мистецтва. Художня манера Альтмана не укладалась в жорстокі межі офіційного стилю соціалістичний реалізм.

## Вибрані твори
- Автопортрет, 1911, Російський музей
- Канал. Брюгге, 1911, Російський музей
- Глечик і помідори (натюрморт), 1912
- цикл «Єврейська графіка», 1914
- портрет поетеси Анни Ахматової, 1914
- Соняшники, 1915
- Портрет Надії Крет.
- Автопортрет, погруддя, 1916
- Портрет А. В. Луначарського, гіпс, погруддя, 1920, Третьяковська галерея, Москва